# Đội tuyển bóng đá trong nhà quốc gia Ả Rập Xê Út
Đội tuyển bóng đá trong nhà quốc gia Ả Rập Xê Út được điều hành bởi Liên đoàn bóng đá Ả Rập Xê Út, cơ quan quản lý bóng đá trong nhà ở Ả Rập Xê Út và đại diện cho đất nước tại các giải đấu bóng đá trong nhà quốc tế.

## Giải đấu

### Giải vô địch bóng đá trong nhà thế giới
- 1989 - Vòng 1
- 1992-2008 - Không tham dự
- 2012-2021 - Không vượt qua vòng loại

### Giải vô địch bóng đá trong nhà châu Á
- 1999-2010 - Không tham dự
- 2012-2014 - Không tham dự
- 2016 - Vòng bảng
- 2018 - Không vượt qua vòng loại
- 2020 - Không tham dự, bị hủy bỏ do  đại dịch COVID-19
- 2022 - Vòng bảng

### Đại hội Thể thao Trong nhà và Võ thuật châu Á
- 2005 - Không tham dự
- 2007 - Vòng bảng
- 2009 - Không tham dự
- 2011 - Không diễn ra
- 2013 - Vòng bảng
- 2017 - Không tham dự